# Edward Larson
Viktor Edward Larson (i riksdagen kallad Larson i Lerdala), född 17 mars 1867 i Låstad, död 9 december 1953 i Lerdala, var en svensk lantbrukare och politiker (folkpartist). 
Edward Larson, som kom från en bondesläkt, vistades i USA 1886-1901 och verkade efter återkomsten till Sverige som affärsman, bland annat som entreprenör vid järnvägsbygget mellan Skara och Timmersdala 1907-1909. Åren 1910-1914 var han även jordbrukare. Han var ordförande i Lerdala kommunalstämma 1908.
Han var riksdagsledamot i första kammaren för Skaraborgs läns valkrets 1914-1935. I riksdagen tillhörde han Frisinnade landsföreningens riksdagsgrupp Liberala samlingspartiet, under den liberala partisplittringen Frisinnade folkpartiet, och följde därefter med till det återförenade Folkpartiet. Han var bland annat ledamot i första lagutskottet 1920-1934. Som riksdagsledamot engagerade han sig i skilda ämnen, bland annat jordbrukspolitik.